# Idioma bonán
El bonán (pronunciado [p⁼aoˈnaŋ], Baonang; chino: 保安语, Bǎo'ānyǔ; tibetano de Amdo: Dorké) es la lengua mongólica del pueblo bonan de China. En 1985, era hablada por unas 8.000 personas, incluyendo cerca del 75% del total de la población étnica bonan y muchos pueblos étnicos Monguor, en las provincias de Gansu y Qinghai. Existen varios dialectos, que están influenciados en mayor o menor medida -pero siempre fuertemente- por el Chino y el Tibetano, mientras que el bilingüismo en Wutun es menos común. El más estudiado es el dialecto tongren. No existe un sistema de escritura en uso. El idioma también se conoce como "manegacha", de forma nativa.

## Descripción lingüística

### Fonología
La fonología bonana ha sido fuertemente influenciada por el tibetano. Las consonantes poseen un contraste [±aspirado]. Los grupos de consonantes iniciales de sonoridad mayormente descendente están presentes en las palabras nativas, al igual que los diptongos pesados, aunque el contenido de ambos está muy restringido. Las posibles agrupaciones de consonantes iniciales de palabras en bonano son [mp, nt, nt͡ɕ, ntʂ, ŋk, tʰχ, χt͡ɕ, rt͡ɕ, lt͡ɕ, ft, fk, ʂp, ʂk].
El Ñantoq Baoan tiene seis vocales /a, e, ə, i, ɵ, u/, con contrapartidas largas para todas excepto /ə/.